# Cessna 310

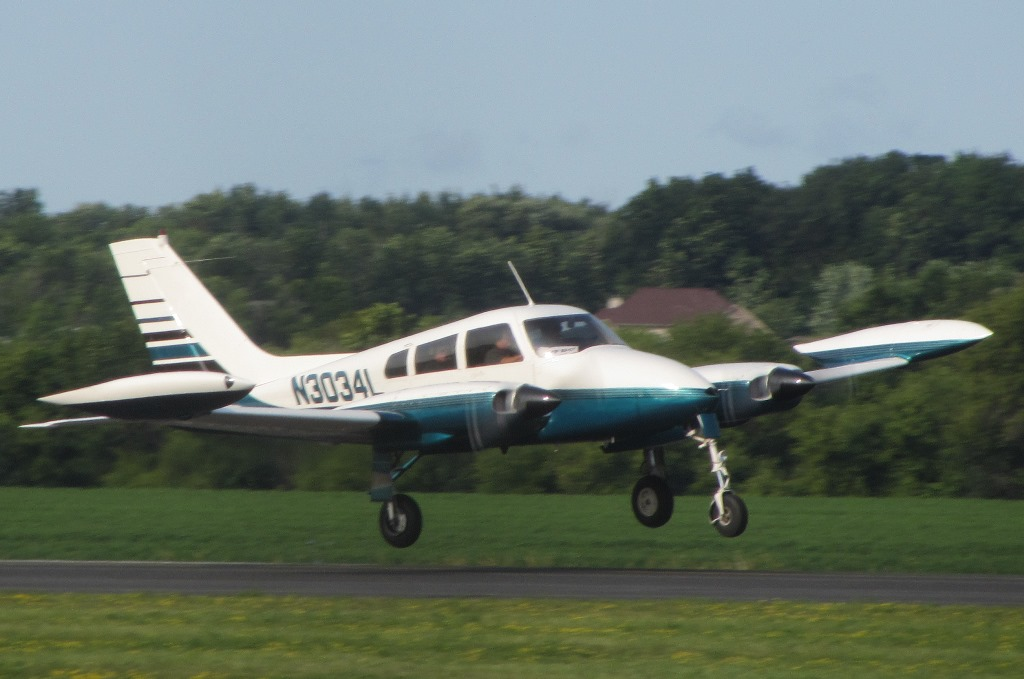
Cessna 310J

De Cessna 310 is een Amerikaans tweemotorig laagdekker sport- en zakenvliegtuig met intrekbaar landingsgestel. Het geheel metalen toestel met vijf of zes zitplaatsen maakte zijn eerste vlucht in januari 1953. Totaal zijn er, inclusief alle varianten, door vliegtuigfabrikant Cessna meer dan 6026 exemplaren van gebouwd.
De Cessna 310 was het eerste tweemotorige vliegtuig dat Cessna bouwde na de Tweede Wereldoorlog. Tijdens de introductie in 1954 was de 310 een modern vliegtuig. Opvallend waren de standaard tiptanks en markante uitlaatpijpen aan de achterkant van de motorgondels. De latere 320 Skynight had een grotere cabine met zes zitplaatsen en motoren met een turbolader. De firma Riley leverde in de loop der tijd verschillende gehermotoriseerde Cessna 310 en 320 varianten en deed retrofits van hun eigen Riley turboladers.
De Cessna 310 en 320 zijn over de gehele wereld actief bij zowel civiele als militaire gebruikers. Het toestel is geliefd om zijn snelheid, grote nuttige lading en lage operationele kosten. Na de montage van speciale STOL-kits kan het bovendien ook starten en landen op korte landingsbanen.

## Varianten

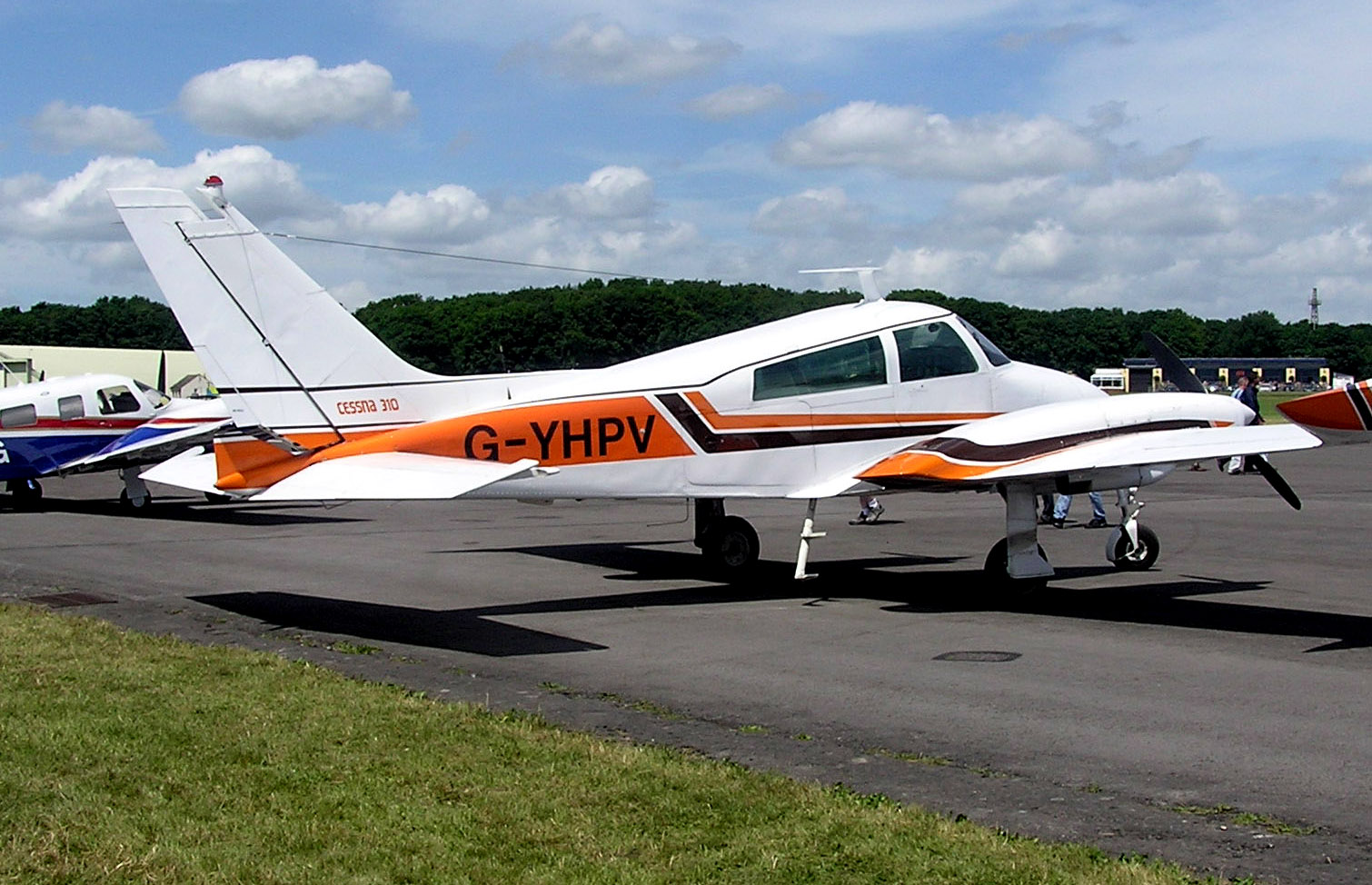
Cessna 310N met speciale lange vista view zijramen

310 en 310A – 310SDiverse modellen met Continental motoren vanaf 180 kW, met en zonder turboladers. Model 310F had een extra (derde) zijraam. Vanaf model 310G was optioneel een zesde zitplaats beschikbaar en nieuwe gekantelde tiptanks. De 310I was het eerste model met bagageruimte in de beide motorgondels. Vanaf model 310K waren alle modellen uit de 310 serie van speciale lange vista view zijramen voorzien.
320 Skynight en 320A - 320FModel met zes zitplaatsen, extra (vierde) zijraam en motoren die standaard waren uitgerust met turboladers. Vanaf model 320C Skynight was een optionele zevende zitplaats mogelijk. De Modellen 320D - 320F werden aangeduid als Executive Skynight.
L27A en L27BMilitaire versies van de 310.
Colemill Executive 600Aangepast model 310 met 260 kW Lycoming motoren met vierblads propellers.
RileyAangepaste en gehermotoriseerde modellen van de 310 en 320.
340Afgeleid van model 310, uitgerust met een drukcabine met zes zitplaatsen en twee turbogeladen Continental TSIO-520-K 210 kW motoren. 1351 stuks van gebouwd.
335340 variant zonder drukcabine. Met twee turbogeladen 230 kW Continental TSIO-520-J/-N motoren. 65 stuks van gebouwd.

## Specificaties
- Type: Cessna 310 (1956)
- Fabriek: Cessna
- Bemanning: 1
- Passagiers: 4
- Lengte: 8,23 m
- Spanwijdte: 10,67 m
- Hoogte: 3,20 m
- Vleugeloppervlak: 16,3 m²
- Leeg gewicht: 1293 kg
- Maximum gewicht: 2087 kg
- Brandstof: 380 liter

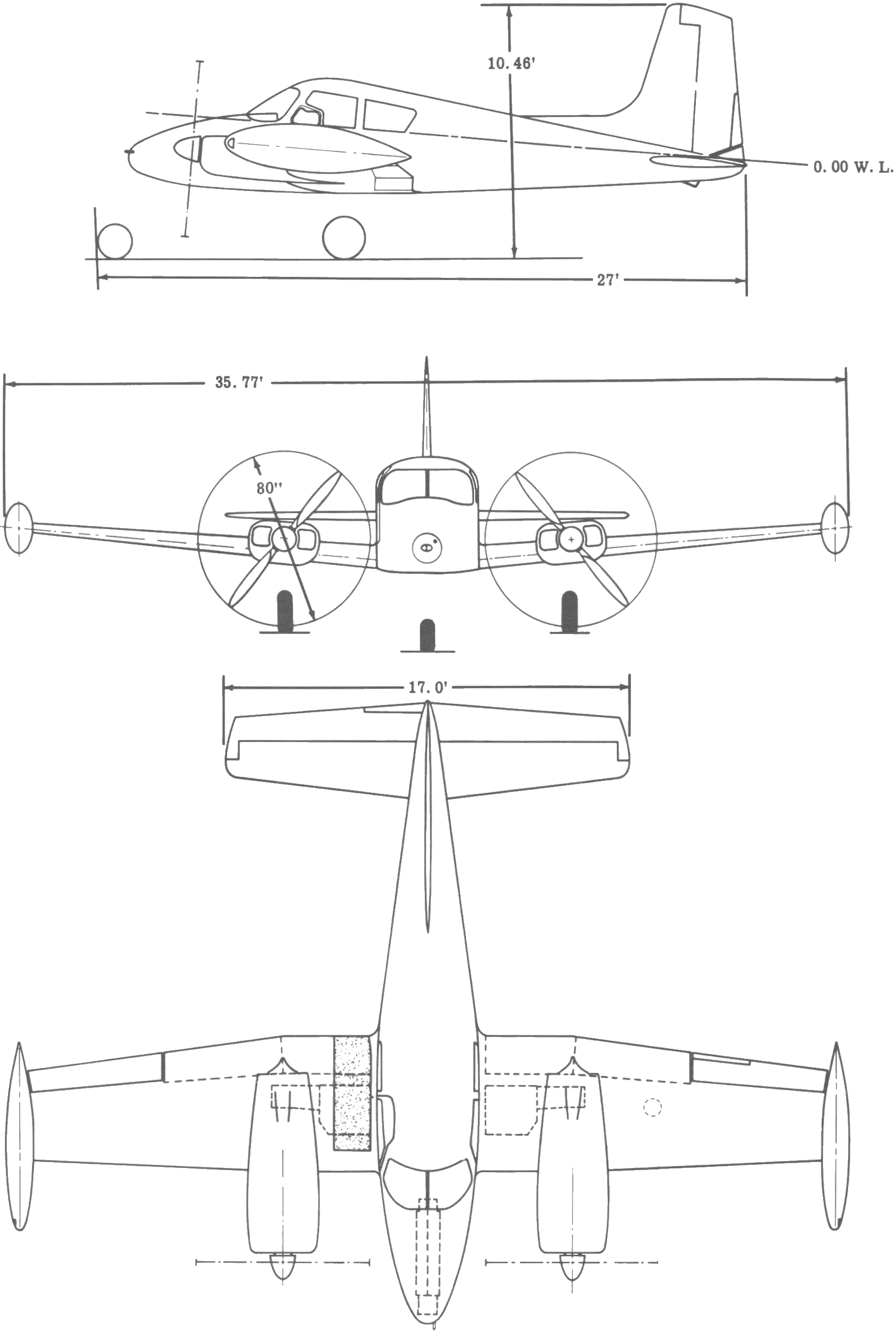
Cessna L-27A

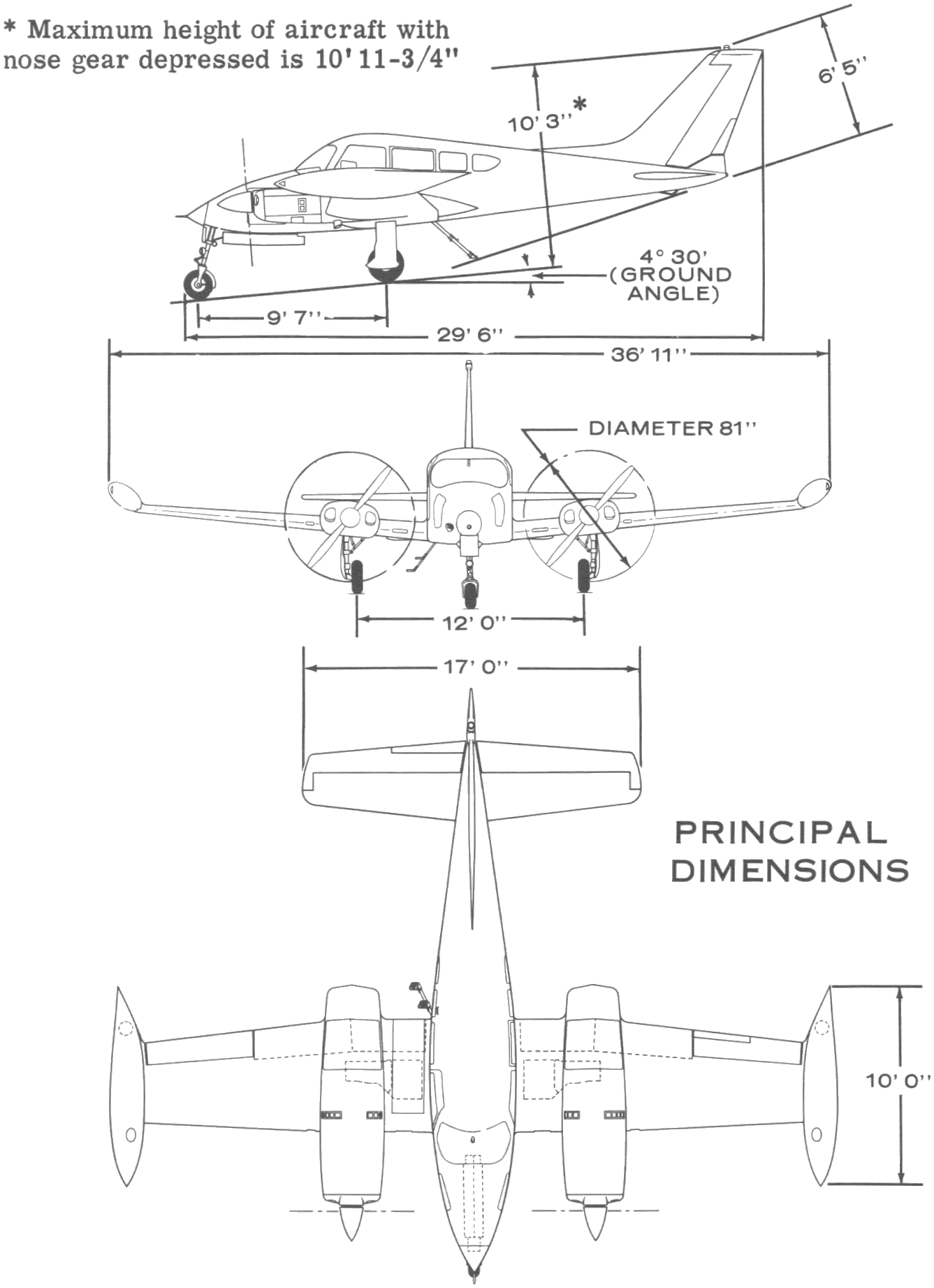
Cessna 320F Executive Skyknight

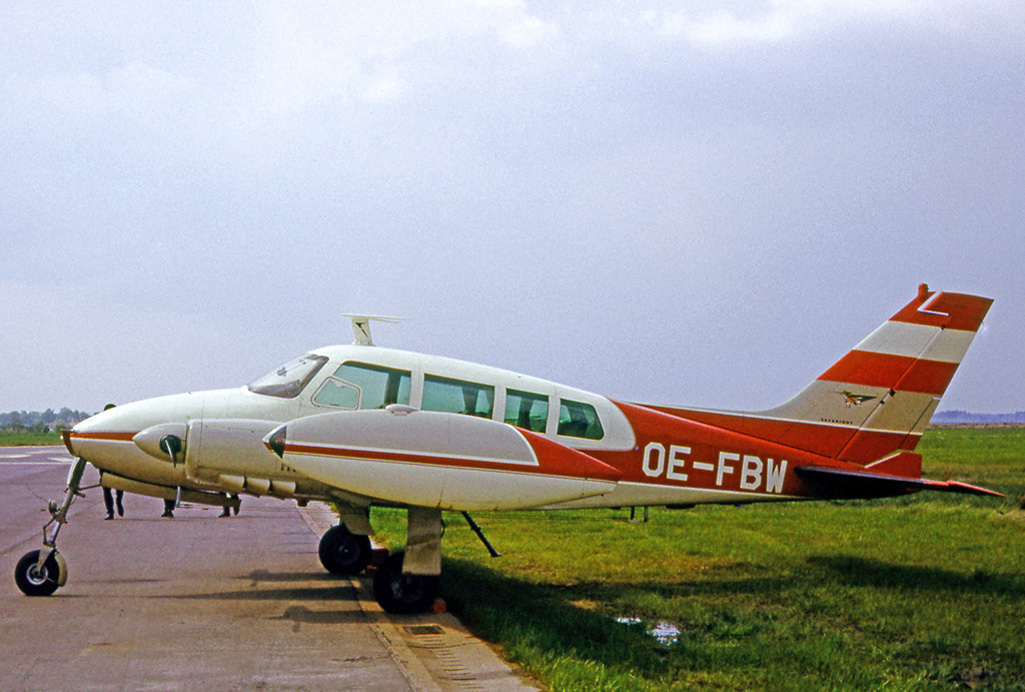
Cessna 320 Skynight

- Motor: 2 × Continental O-470-B zescilinder boxermotor, 180 kW (240 pk) elk
- Eerste vlucht: 3 januari 1953
- Aantal gebouwd: 6026 (inclusief alle varianten 1954–1980)
- Status: Actief (uit productie)

Prestaties:
- Maximumsnelheid: 350 km/u
- Kruissnelheid: 330 km/u
- Klimsnelheid: 8,6 m/s
- Plafond: 6100 m
- Vliegbereik: 1600 km